# Płat śnieżny
Płat śnieżny – forma zmrożonego śniegu i firnu występuje w górnych partiach gór.
Płat śnieżny ma zróżnicowane właściwości: 
- trwałość i okres tworzenia, od kilku miesięcy do kilkuset lat
- wielkość i kształt
- miąższość dochodząca do 30 m.

Płat śnieżny powstaje w ocienionych kotłach i zagłębieniach oraz u podnóża ścian po północnej stronie poniżej granicy powstawania lodowców.
Miejsca, w których długo zalegają płaty śnieżne noszą nazwę wyleżysk śnieżnych.